# فينلاند (ويسكونسن)
فينلاند (بالإنجليزية: Vinland, Wisconsin)‏ هي بلدة تقع بولاية ويسكونسن في الولايات المتحدة. تبلغ مساحتها 93.9 (كم²)، وترتفع عن سطح البحر 237 م، بلغ عدد سكانها 1765 نسمة في عام 2010 حسب إحصاء مكتب تعداد الولايات المتحدة وتصل الكثافة السكانية فيها 23.8 نسمة/كم2.

## وصلات خارجية
- www.townofvinland.org
- The US50 - Cities and Towns in Wisconsin State
- Wisconsin Cities and Towns, Facts, Map, Flag, Colleges, Government, and More